# Teoria wzmocnień
Teoria wzmocnień (ang. reinforcement theory, według Burrhusa Frederica Skinnera, zwana także teorią modyfikacji zachowania) – koncepcja behawiorystyczna, według której zachowanie człowieka jest zależne od wyposażenia genetycznego oraz od środowiska fizycznego i społecznego, przy czym stany wewnętrzne nie wpływają na ludzkie reakcje. Kluczowym pojęciem jest zasada wzmocnienia.
Skinner jest twórcą procedury warunkowania sprawczego. Jego spojrzenie oparte na koncepcji wzmocnienia wyjaśnia rolę bodźców środowiskowych w wywoływaniu zmiany zachowań lub w utrzymywaniu przez pewien czas zachowań nie zmienionych. Wg teorii wzmocnień zachowanie pociągające za sobą wzmocnienie ma większą szansę powtórzyć się w przyszłości. Natomiast zachowanie, po którym następuje kara ma mniejsze szanse powtórzenia się. Takie podejście do wyjaśnienia zachowania zostało początkowo wypróbowane na zwierzętach, później jednak prace Skinnera i innych wykazały, że znajduje ono zastosowanie również do zachowania ludzkiego.
Proces zależności pomiędzy bodźcami środowiskowymi, a zachowaniem można przedstawić za pomocą tzw. trójelementowej zależności: Bodziec poprzedzający → Reakcja → Konsekwencje 
Głównym założeniem teorii wzmocnień jest przekonanie, że ludzkie zachowania kształtowane są przez bodźce środowiskowe występujące po zachowaniu. Zachowania ludzkie są swojego rodzaju funkcją otrzymanych wzmocnień i kar. Koncepcję zachowania kontrolowanego przez wzmocnienia i kary zapożyczył on od Edwarda Thorndike'a.

## Siła wzmocnienia
Bodziec wzmacniający – termin określa każdy bodziec, który następuje po reakcji i zwiększa prawdopodobieństwo wystąpienia jej w przyszłości.
Wzmocnienie pozytywne - wzmocnienie zachowania poprzez pojawienie się przyjemnego bodźca w środowisku niezwłocznie po danej reakcji, zwiększające prawdopodobieństwo ponownego wystąpienia danej reakcji. Przykładem wzmocnień pozytywnych jest uzyskanie odpowiedzi na zadane pytanie (pytanie to zachowanie wzmacniane przez uzyskaną odpowiedź), zapalenie się światła po włączeniu włącznika, pojawienie się wody w kranie po odkręceniu kranu. 
Wzmocnienie negatywne – polega na wzmocnieniu zachowania przez usunięcie nieprzyjemnego - czyli awersyjnego - bodźca, np. użycie parasolki podczas deszczu (użycie parasolki, aby uniknąć nieprzyjemnego bodźca) lub zapinanie pasów przez kierowcę, negatywny dźwięk brzęczka ustaje.
Kara pozytywna − zastosowanie negatywnej konsekwencji po zachowaniu (np. mandat)
W zespołach sportowych, ci zawodnicy którzy spóźnili się na trening, po wspólnym zajęciach całego zespołu, powinni mieć przyznane dodatkowe ćwiczenia, które powinny być dla nich karą.
Kara negatywna − usunięcie pozytywnej konsekwencji (np. obniżenie wynagrodzenia), która byłaby nadal dostępna, gdyby poddana jej działaniu osoba zachowała się w inny sposób.

## Klatka Skinnera
Klatka Skinnera – proste urządzenie do badania wpływu czynników wzmacniających na zwierzęta laboratoryjne;skrzynka z dźwignią, którą zwierzę mogło naciskać, aby otrzymać pokarm. Skinner nazwał ją komorą sprawczą, ale inni nazywali ją skrzynką Skinnera. Zaletą skrzynki jest możliwość kontrolowania układu wzmocnień, czasu i częstości występowania.

## Rozkłady wzmacniania
Rozkład w czasie i częstości wzmacniania decyduje o ich wpływie na zachowanie. Wzmacniania ciągłe typ rozkładu wzmacniania, w którym wzmacniane są wszystkie poprawne reakcje. Bardzo przydatne na początku procesu uczenia się, ponieważ nagradzanie poprawnych reakcji i ignorowanie niepoprawnych dostarcza informacji zwrotnych jak dobrze została wykonana każda reakcja. Użyteczne przy kształtowaniu złożonych nowych zachowań. Nieotrzymanie jednak nagrody za poprawną reakcję może zostać błędnie zinterpretowane jako sygnał, że reakcja ta nie została wykonana poprawnie. Ponadto wzmacnianie ciągłe traci swą zdolność w miarę nasycenia organizmu. Gdy uczący się nie potrzebuje już nagród, aby odróżnić reakcję poprawną od niepoprawnej, warto wykorzystać wzmacnianie sporadyczne, polegające na wzmacnianiu niektórych poprawnych reakcji, zwane także wzmacnianiem częściowym. Dużą jego zaletą jest odporność na wygaszanie.
Rozkład wzmacniania może być regularny, czyli stały albo nieregularny, czyli zmienny, a także czynniki wzmacniające mogą być podawane albo według rozkładu stosunkowego (ratio schedule), po pewnej liczbie reakcji, albo według rozkładu interwałowego (intreval schedule), po pierwszej reakcji, która wystąpiła po upływie określonego czasu.

## Utrudnienia w stosowaniu teorii wzmocnień
- Generalizując trudno jednoznacznie określić co jest nagrodą a co karą. Każda osoba ma inny system wartości, który może się zmieniać z wiekiem. Słodycze są dobrym motywatorem dla dzieci, z kolei dla pracowników w fabryce przedstawiają znikomą wartość. Z czasem wartość nagród i kar dla tej samej grupy zaczyna się dewaluować i należy szukać nowych adekwatnych bodźców dla danej grupy.
- Uwzględnić wszystkie możliwości wpływania na jednostkę. Nagrody i kary osoby wpływającej mogą być zbieżne, a tym samym mało skuteczne z nagrodami i karami grupy, do której należy osoba na którą chcemy wpłynąć. Takimi grupami są: rówieśnicy, znajomi, rodzina. Często ich wartości są ważniejsze i nimi będzie się jednostka kierować.
- Osoby, które karzą, nie są lubiane. Kara jest bolesna, związana z negatywnymi emocjami, dlatego też osoby ukarane często czują złość, gniew, niechęć do osoby wymierzającej karę.
- Konstruktywna kara powinna być szybka, krótka, ograniczona pod względem intensywności oraz polegająca na sankcjach, a nie na bólu. Najlepiej wymierzyć ją od razu po wystąpieniu niepożądanej reakcji. Osobą karząca musi być konsekwentna, a kara powinna odnosić się do sytuacji, a nie osoby.

## Zasady przyznawania nagród
- Nagroda powinna być przyznawana publicznie (wzmocnienie nagrody).
- Nagrody nie są skuteczne, gdy nagradza się za bierność. Stosuje się zbyt dużą ilość kar w stosunku do liczby nagród oraz używa się silnych kar i słabych nagród.
- Nie należy przesadzać z nagrodami (dewaluacja)
- Powinna być udzielona w możliwie jak najszybszym czasie od zakończenia działania.